# ان‌جی‌سی ۱۱۵۶
ان‌جی‌سی ۱۱۵۶ (انگلیسی: NGC 1156) نام یک کهکشان کوتوله در صورت فلکی بره است.